# 川崎市立栗木台小学校
川崎市立栗木台小学校（かわさきしりつくりぎだいしょうがっこう）は、神奈川県川崎市麻生区にある公立の小学校。

## 概要
1974年（昭和49年）に小田急多摩線が開通したことを契機に、栗木台などの宅地の整備が進み、新しく小学校を建設することとなった。そして1983年（昭和58年）、栗木台小学校が4月に開校することにより、元々の小学校である柿生小学校黒川分校の生徒は栗木台小学校に転校することになる。
1983年（昭和58年）4月1日、栗木台小学校が開校。4月2日には156人の生徒が迎え入れられ、その後合計185人が集まった。

## 校訓
- にこ : いつも笑顔で
- はき : いつもはきはきしていて
- どん : 勇気をもってどんどん発言

## 交通アクセス
- 小田急多摩線栗平駅から徒歩13分
- 小田急多摩線黒川駅から徒歩10分